# Northrop Grumman MQ-8 Fire Scout
Northrop Grumman MQ-8 Fire Scout je enomotorni vojaški brezpilotni helikopter, ki ga je razvil ameriški Northrop Grumman za Ameriške oborožene sile. Uporablja se za izvidništvo in sledenje, lahko pa se ga tudi oboroži. Verzija RQ-8A je zasnovana na podlagi Schweizer 330, naprednejša verzija MQ-8B na Schweizer 333, večja verzija MQ-8C pa na Bell 407.

## Specifikacije (MQ-8B)
Podatki iz Northrop Grumman, NAVAIR
Splošne karakteristike
- Posadka: 0
- Tovor: 600 lb (272 kg)
- Dolžina: 23,95 ft (7,3 m)
- Premer rotorja: 27,5 ft (8,4 m)
- Višina: 9,71 ft (2,9 m)
- Teža praznega letala: 2073 lb (940,3 kg)
- Maks. vzletna teža: 3150 lb (1430 kg)
- Pogon letala: 1 ×  Rolls-Royce 250 turbogredni motor, 313 kW (420 KM)

 Zmogljivost 
- Maks. hitrost: 115 kn (213 km/h)+
- Potovalna hitrost: 110 kn (200 km/h)
- Bojni radij: 110 nmi (203 km) s 5+ urami na poziciji
- Trajanje leta: 8 ur (tipično), 5 ur (polno naložen)[5]
- Višina leta: 20000 ft (6100 m)